# Wierzbowa (Sieradz)
Pour les articles homonymes, voir Wierzbowa.
Wierzbowa est une localité polonaise de la gmina de Brzeźnio, située dans le powiat de Sieradz en voïvodie de Łódź.